# 卢森堡流亡政府
卢森堡流亡政府是第二次世界大战期间卢森堡位于伦敦的流亡政府。1940年至1944年期间，当卢森堡被纳粹德国占领后，该流亡政府驻扎伦敦；由皮埃尔·杜蓬和另外三位部长所领导。卢森堡大公夏洛特夫人也在被占领后离开卢森堡。流亡政府的政府由两政党组成，包括两名来自右翼党（PD）和社会主义工人党（LSAP）的成员。
流亡政府位于伦敦贝尔格莱维亚（Belgravia）的威尔顿新月街27号，现为卢森堡驻伦敦大使馆。

## 历史背景
1940年5月10日，作为黄色计划的一部分，在二战初期保持中立的卢森堡被德国入侵。同一天，由皮埃尔·杜蓬领卢森堡政府流亡伦敦。
1939年9月1日第二次世界大战的爆发和随后在西线爆发的假战使人们预测到卢森堡的中立地位不保，因此卢森堡政府计划，若卢森堡被德国军队完全占领，便组建流亡政府。
虽然大公夫人和她的部长们的离开是事先决定的结果，但其准备得并不充分。政府并没有留下书面声明，向人民解释政府离开的原因，也没有给负责临时管理国家的委员会留下任何指示。德国军队的推进速度如此之快，以至于其中一位部长尼古拉·马格（Nicolas Margue）被德国俘虏。为了不影响流亡行动，他通知众议院，由于他的处境，他觉得不得不暂时放弃行使他的部长职能。政府首先在巴黎建立流亡政府，然后在法国战败在即时，便流亡葡萄牙。
与此同时，在卢森堡，一个由政府顾问组成、由阿尔伯特·魏尔勒领导的行政委员会开始运作。它试图填补前政府离开后留下的权力真空，并试图与德国军事当局达成合作。行政委员会和众议院甚至向大公夫人发出呼吁，要求她返回卢森堡。当时，留在国内的卢森堡当局还没有放弃希望，即在纳粹德国主导的欧洲新秩序中，大公国可以保持其独立性或某种程度上的自治。
在里斯本，7月流亡政府内部存在分歧；杜蓬和大公夫人倾向于回国，但贝赫却不情愿。德国对卢森堡的吞并结束了分歧。1940年7月29日，科布伦茨-特里尔州的州长古斯塔夫·西蒙（Gustav Simon）被任命为卢森堡民政长。卢森堡大公国所有机构都被废除。大公夫人和政府决定明确站在盟国一方。皮埃尔·杜蓬和维克多·博德森一度在加拿大的蒙特利尔建立了流亡政府，这城市为一个靠近美国的法语城市。约瑟夫·贝赫和皮埃尔·克里尔留在了伦敦建立流亡政府，那里是其他国家几个流亡政府的所在地，如比利时和荷兰。

## 流亡伦敦
流亡政府首先流亡巴黎、里斯本，最后是英国。当政府在伦敦的威尔顿新月大厦建立自己的流亡机构时，大公夫人和她的家人则搬到了加拿大的蒙特利尔。流亡政府在盟国的报纸上宣传卢森堡的事业，并成功地在BBC电台上被获准对被占领国的卢森堡语广播。并在1942年于伦敦成立卢森堡协会。

### 政策
1944年，流亡政府与比利时和荷兰政府签署了《伦敦公约》，为比荷卢经济联盟奠定了基础，同时也签署确定了布雷顿森林体系的货币管制一项。
流亡政府的第一政策是抗议德国对其独立主权和中立的侵犯，并呼吁法国和英国提供帮助。卢森堡被德国占领后，卢森堡政府流亡，先是流亡法国，后来流亡英国和加拿大，其放弃了其传统的中立政策，加入了同盟国。尽管卢森堡国土面积不大，但它还是加入了各项协议，这些协议将同盟国各国凝聚在一起，并为战后的发展奠定了基础。卢森堡流亡政府签署了《圣詹姆斯宫宣言》（1941年6月12日）和《联合国宣言》（华盛顿，1942年1月1日），加入了《大西洋宪章》（1941年8月14日），并参加了布雷顿森林会议（1944年7月），此会议建立了一个新的国际货币体系。
政府从第一次世界大战中吸取了教训，并将所有的外交努力引向了确保卢森堡独立之目标，防止战后出现“卢森堡问题”，并使卢森堡被承认为同盟国的正式成员，尽管其军事能力较弱。
1944年，政府终于成功地为盟军的军事行动做出了微薄的贡献，其成立了由卢森堡志愿者组成的卢森堡志愿军，并将其纳入比利时皮隆旅。在战争期间，政府制定了一项非常积极有效的沟通政策，旨在让联合国听到卢森堡的声音，并支持卢森堡人民。它因此出版了一本《灰皮书》，在英语媒体上发表文章，并从BBC获得了卢森堡语的广播权。卢森堡的事业也大大受益于大公夫人在美国总统富兰克林·D·罗斯福那里的威望与关系。大公家族在流亡期间多次被邀请前往白宫。

## 对流亡政府的批评
流亡政府受到了抵抗组织和卢森堡人的批评，因为它对试图在战争期间逃离被占领区的卢森堡人缺乏对其提供帮助。它的不作为招致两位著名批评者，抵抗组织成员亨利·科赫·肯特和卢森堡BBC节目主持人麦克·施莱克，其在伦敦成立了英国卢森堡人协会，该协会统计了300名来自卢森堡的难民和被强行征召加入德国军队但投奔盟国的人，而流亡政府缺乏对他们提供帮助。该协会对流亡政府进行了严厉的批评，指责其为叛国罪。流亡政府则试图恐吓该协会，试图解除施莱克的秘书和英国广播公司主持人的职务，但没有成功。
在伦敦和同盟国之中以及卢森堡难民也对流亡政府提出批评，其中包括盟军军官埃米尔·克里普斯和罗伯特·温特，以及卢森堡Alweraje抵抗组织的领导人阿尔伯特·温格特。
位于伦敦的卢森堡流亡政府随盟军回卢森堡后，抵抗组织对其流亡政府合法性持怀疑态度，尽管如此，其拒绝辞职，理由是它希望等待大公夫人的回归。虽然抵抗组织在1944年11月批准了皮埃尔·弗里登（Pierre Frieden）对政府的提名，但他们强烈反对在1945年2月再增加两名新部长来扩大内阁，因为这没有得到卢森堡议会之批准。